# Charlton County
Charlton County is een county in de Amerikaanse staat Georgia.
De county heeft een landoppervlakte van 2.022 km² en telt 10.282 inwoners (volkstelling 2000). De hoofdplaats is Folkston. Het Okefenokee National Wildlife Refuge ligt gedeeltelijk in de county.